# Mögglingen

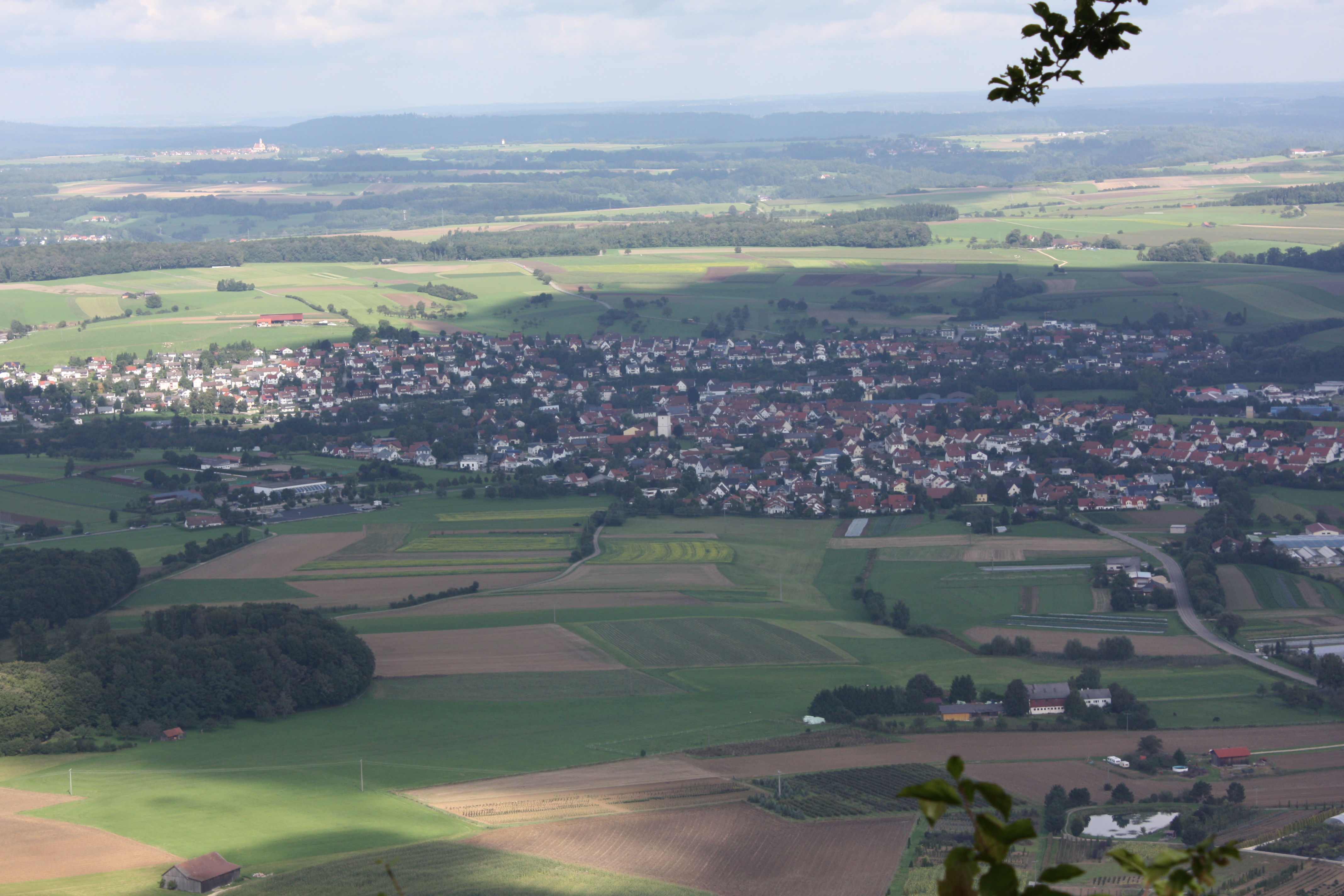
Mögglingen

Mögglingen è un comune tedesco di 4 339 abitanti  situato nel land del Baden-Württemberg.